# Cleora hastata
Cleora hastata är en fjärilsart som beskrevs av Fletcher 1953. Cleora hastata ingår i släktet Cleora och familjen mätare. Inga underarter finns listade i Catalogue of Life.